# 中国园林博物馆
39°52′47″N 116°10′35″E / 39.879603°N 116.1764225°E
中国园林博物馆，位于北京市丰台区射击场路15号，是中国首座以园林为主题的国家级博物馆。

## 历史

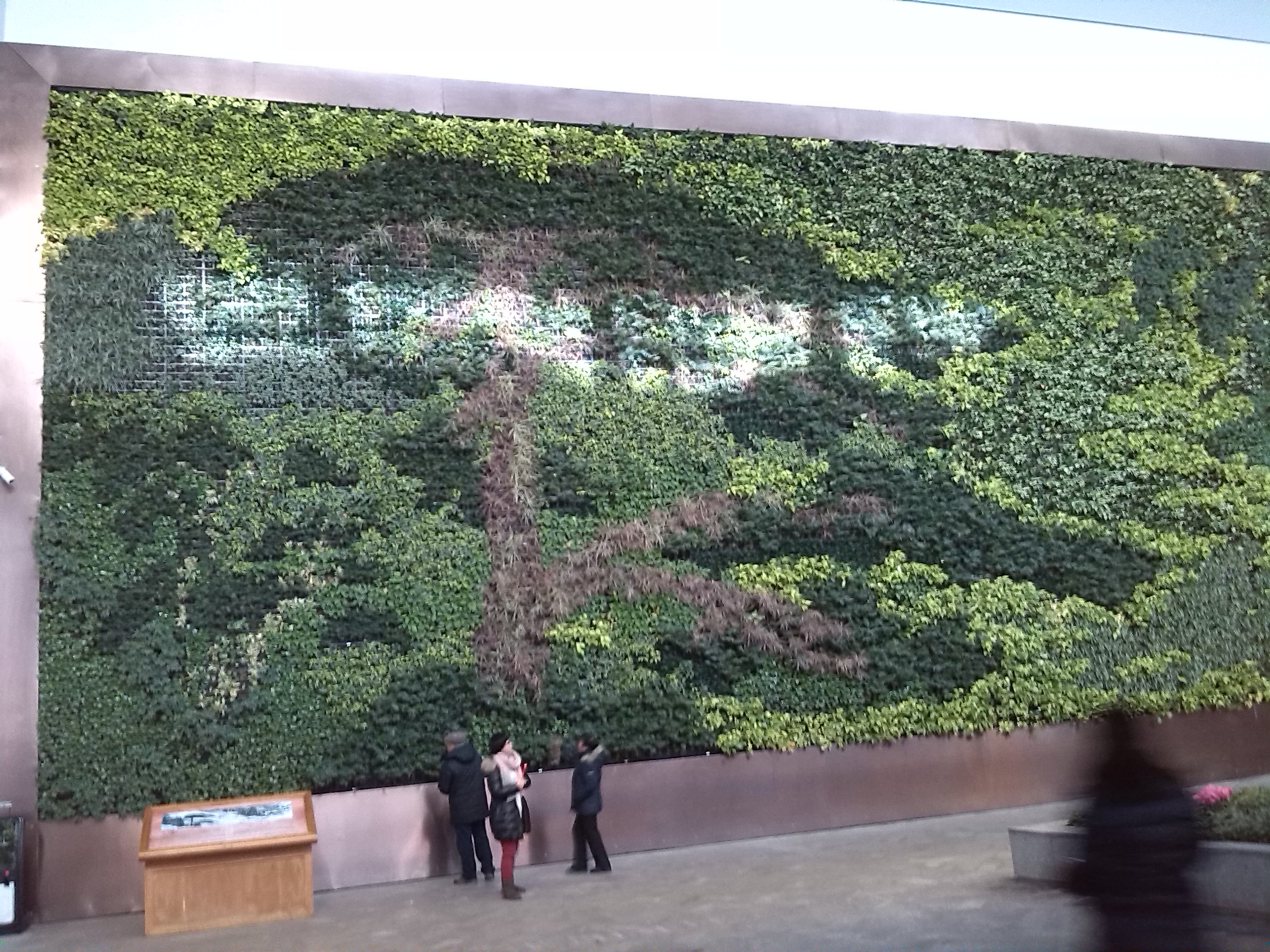
中国园林博物馆内的前程似锦植物墙，以《富春山居图》局部为原型，利用墙壁栽种绿植营造的垂直绿化景观，长28.4米，高9.8米，使用了黄金葛、黑金刚、玉龙草等十余种近两万株植物。

中国园林博物馆位于丰台区鹰山脚下，地处永定河畔。北京市公园管理中心负责该博物馆的建设、运营、管理。2010年该馆开始筹建，2013年5月开馆。开馆时逢中国国际园林博览会在丰台区举办。该馆占地面积达到6.5万平方米，建筑面积达到49950平方米，由主体建筑、室内展园、室外展区组成。主体建筑内有28200平方米面积可供展览使用。该馆为公益性文化机构。
2014年3月，北京市文物局依法按程序准予中国园林博物馆注册登记，中国园林博物馆正式成为在北京市文物局注册登记的博物馆。